# NK Belišće
NK Belišće is een Kroatische voetbalclub uit Belišće. De club is opgericht in 1919 en speelt met de kleuren rood-zwart. Danijel Pranjić, later speler bij onder meer sc Heerenveen en FC Bayern München startte bij Belišće zijn profcarrière.

## Eindklasseringen vanaf 1993
| Seizoen | Competitie   | Niveau | Eindstand | Beker       | Opmerking                 |
| ------- | ------------ | ------ | --------- | ----------- | ------------------------- |
| 1992/93 | 1. HNL       | I      | 15        | --          |                           |
| 1993/94 | 1. HNL       | I      | 12        | 2e ronde    |                           |
| 1994/95 | 1. HNL       | I      | 16        | 2e ronde    |                           |
| 1995/96 | 1. HNL       | I      | 4         | 2e ronde    |                           |
| 1996/97 | 1. HNL       | I      | 7         | 2e ronde    |                           |
| 1997/98 | 2. HNL-Oost  | II     | 2         | 1e ronde    |                           |
| 1998/99 | 2. HNL       | II     | 6         | kwartfinale |                           |
| 1999/00 | 2. HNL       | II     | 10        | 1e ronde    |                           |
| 2000/01 | 2. HNL       | II     | 6         | 1e ronde    |                           |
| 2001/02 | 2. HNL-Noord | II     | 2         | 2e ronde    |                           |
| 2002/03 | 2. HNL-Noord | II     | 2         | 2e ronde    |                           |
| 2003/04 | 2. HNL-Noord | II     | 2         | 1e ronde    |                           |
| 2004/05 | 2. HNL-Noord | II     | 4         | 2e ronde    |                           |
| 2005/06 | 2. HNL-Noord | II     | 1         | 1e ronde    | geen licentie voor 1. HNL |
| 2006/07 | 2. HNL       | II     | 7         | 2e ronde    |                           |
| 2007/08 | 2. HNL       | II     | 16        | 1e ronde    |                           |
| 2008/09 | 3. HNL-Oost  | III    | 17        | 1e ronde    |                           |
| 2009/10 | 3. HNL-Oost  | III    | 8         | 1e ronde    |                           |
| 2010/11 | 3. HNL-Oost  | III    | 9         | --          |                           |
| 2011/12 | 3. HNL-Oost  | III    | 5         | voorronde   |                           |
| 2012/13 | 3. HNL-Oost  | III    | 12        | voorronde   |                           |
| 2013/14 | 3. HNL-Oost  | III    | 9         | --          |                           |
| 2014/15 | 3. HNL-Oost  | III    | 7         | --          |                           |
| 2015/16 | 3. HNL-Oost  | III    | 4         | --          |                           |
| 2016/17 | 3. HNL-Oost  | III    | 14        | --          |                           |
| 2017/18 | 3. HNL-Oost  | III    | 14        | --          |                           |
| 2018/19 | 3. HNL-Oost  | III    | 4         | --          |                           |
| 2019/20 | 3. HNL-Oost  | III    | 2         | 8e finale   |                           |
| 2020/21 | 3. HNL-Oost  | III    |           |             |                           |